# Фінал чотирьох Ліги націй УЄФА 2025
Фінал чотирьох Ліги націй УЄФА 2025 — фінальний турнір Ліги націй УЄФА сезону 2024–25, четвертого розіграшу міжнародного футбольного турніру серед усіх 55 чоловічих національних збірних УЄФА. Змагання відбуваються у Німеччині з 4 по 8 червня 2025, де за звання чемпіона змагаються чотири переможці груп Ліги A. Турнір складається з двох півфінальних матчів, матчі за третє місце та фіналу, який і визначає переможця Ліги націй УЄФА. 
Португалія перемогла по пенальті переможця попереднього розіграшу Іспанію з рахунком 5–3, основний та додатковий час завершились внічию 2–2, та вдруге здобула перемогу в турнірі.

## Формат
Фінал чотирьох Ліги націй пройде 4–8 червня 2025 року.
Фінал чотирьох Ліги націй пройде у форматі одноматчевих плей-оф та складається з двох півфінальних матчів, матчу за третє місце та фіналу. Півфінальні пари визначаються відкритим жеребкуванням. Усі матчі пройдуть з використанням системи визначення гола та системою відеоасистенту арбітра (VAR).
Якщо по закінченню основного часу рахунок залишається рівним:
- У матчах півфіналу та фіналу, команди грають 30 хвилин додаткового часу, під час якого кожній команді дозволяється провести шосту заміну гравця. Якщо по завершенню додаткового часу рахунок залишається нічийним, переможець визначається серією післяматчевих пенальті.
- У матчі за третє місце додатковий час не проводиться, а натомість по звершенні основного часу, за умови рівного рахунку, переможець визначається одразу серією пенальті.

## Учасники
| Переможець чвертьфіналу | Дата кваліфікації | Попередні участі | Найкращий результат  | Рейтинг (листопад 2024) | Рейтинг ФІФА (квітень 2025) |
| ----------------------- | ----------------- | ---------------- | -------------------- | ----------------------- | --------------------------- |
| Іспанія                 | 23 березня 2025   | 2 (2021, 2023)   | Переможець (2022–23) | 1                       | 2                           |
| Франція                 | 23 березня 2025   | 1 (2021)         | Переможець (2020–21) | 4                       | 3                           |
| Португалія              | 23 березня 2025   | 1 (2019)         | Переможець (2018–19) | 3                       | 7                           |
| Німеччина (господар)    | 23 березня 2025   | 0 (дебют)        | 8 місце (2020–21)    | 2                       | 10                          |

## Розклад
Фінал чотирьох Ліги націй заплановано на 4–8 червня 2025. Турнір пройде протягом п'яти днів, де півфінали пройдуть 4 та 5 червня, а матч за третє місце та фінал за три дні після півфіналів: 8 червня.

## Вибір господаря
Виконавчий комітет УЄФА обрав господаря турніру було по завершенню групового етапу. За звання господаря можуть змагатися лише команди з Ліги A та господарем може бути обраною лише одна з країн-учасників Фіналу чотирьох. Турнір проходить на двох стадіонах, кожен з яких має вміщувати мінімум 30 000 глядачів. Також бажано, щоб обидва стадіони були або в одному місті, або знаходилися на відстані не більше, ніж приблизно 150 км. УЄФА очікує, що більший зі стадіонів має приймати перший півфінал (за участі господаря) та фінал.
16 грудня 2024 року Виконавчий комітет УЄФА оголосив переможця чвертьфіналу 4 між Італією та Німеччиною тимчасовими господарями фінального турніру. 23 березня 2025 року Німеччина стала господарем турніру після перемоги у чвертьфінальному матчі.

## Стадіони
Матчі пройдуть на стадіонах «Альянц-Арена» (Мюнхен) та «МХП-Арена» (Штутгарт).

## Жеребкування
Півфінальні пари були визначені відкритим жеребкуванням 22 листопада 2024 о 12:00 (11:00 CET) у штаб-квартирі УЄФА у Ньйоні Швейцарія. Перші дві команди, що випадуть  під час жеребкування, потрапляють до пари A, а дві наступні — до пари B. Команда господар разом із суперником потрапляє до півфіналу 1 і є в ньому адміністративним господарем (незалежно від жеребкування), а адміністративним господарем у фіналі та матчі за 3-тє місце буде команда, яка пройшла з півфіналу 1.

## Склади команд
Кожна збірна повинна заявити склад з 23 гравців, троє з яких повинні бути воротарями, не менш ніж за 10 днів до першого матчу змагання. Якщо гравець отримає травму чи серйозно захворіє, що зашкодить його участі у турнірі до першого матчі його команди, його можна замінити іншим гравцем.

## Турнірна сітка

### Фінал чотирьох
|  | Півфінали           | Півфінали |                    |       | Фінал | Фінал |
|  |                     |           |                    |       |       |       |
|  | 4 червня – Мюнхен   |           |                    |       |       |       |
|  |                     |           |                    |       |       |       |
|  | Німеччина           | 1         |                    |       |       |       |
|  | Німеччина           | 1         | 8 червня – Мюнхен  |       |       |       |
|  | Португалія          | 2         |                    |       |       |       |
|  | Португалія          | 2         | Португалія (пен. ) | 2 (5) |       |       |
|  | 5 червня – Штутгарт |           | Португалія (пен. ) | 2 (5) |       |       |
|  |                     | Іспанія   | 2 (3)              |       |       |       |
|  | Іспанія             | Іспанія   | 2 (3)              | 5     |       |       |
|  | Іспанія             |           |                    | 5     |       |       |
|  | Франція             | 4         |                    |       |       |       |
|  | Франція             | 4         | Матч за 3-тє місце |       |       |       |
|  |                     |           |                    |       |       |       |
|  | 8 червня – Штутгарт |           |                    |       |       |       |
|  |                     |           |                    |       |       |       |
|  | Німеччина           | 0         |                    |       |       |       |
|  | Німеччина           | 0         |                    |       |       |       |
|  | Франція             | 2         |                    |       |       |       |

## Півфінали

### Німеччина–Португалія
| 4 червня 2025 21:10 |

| Німеччина | 1–2      | Португалія                |
| --------- | -------- | ------------------------- |
| Вірц 48'  | Протокол | Консейсан 63' Роналду 68' |

| Альянц-Арена, Мюнхен Глядачів: 65 823 Арбітр: Славко Винчич (Словенія) |

| Німеччина | Португалія |

| ВР                | 1  | Марк-Андре тер Стеген    |     |     |
| ЗХ                | 2  | Вальдемар Антон          |     | 71' |
| ЗХ                | 4  | Йонатан Та               | 80' |     |
| ЗХ                | 3  | Робін Кох                |     |     |
| ПЗ                | 6  | Йозуа Кімміх ()          |     |     |
| ПЗ                | 25 | Александар Павлович      |     | 71' |
| ПЗ                | 8  | Леон Горецка             |     |     |
| ПЗ                | 18 | Максіміліан Міттельштадт |     | 60' |
| НП                | 19 | Лерой Зане               |     | 60' |
| НП                | 17 | Флоріан Вірц             | 84' |     |
| НП                | 11 | Нік Волтемаде            |     | 60' |
| Заміни:           |    |                          |     |     |
| ПЗ                | 21 | Робін Гозенс             |     | 60' |
| ПЗ                | 20 | Серж Гнабрі              |     | 60' |
| НП                | 9  | Ніклас Фюллькруг         | 60' | 84' |
| НП                | 14 | Карім Адеємі             |     | 71' |
| ПЗ                | 7  | Фелікс Нмеча             |     | 71' |
| Головний тренер:  |    |                          |     |     |
| Юліан Нагельсманн |    |                          |     |     |

| ВР               | 1  | Діогу Кошта          |     |     |
| ЗХ               | 15 | Жуан Невіш           |     | 58' |
| ЗХ               | 3  | Рубен Діаш           | 84' |     |
| ЗХ               | 14 | Гонсалу Інасіу       |     |     |
| ЗХ               | 25 | Нуну Мендіш          |     |     |
| ПЗ               | 18 | Рубен Невіш          | 52' | 58' |
| ПЗ               | 10 | Бернарду Сілва       |     |     |
| НП               | 16 | Франсішку Трінкан    |     | 58' |
| ПЗ               | 8  | Бруну Фернандіш      |     |     |
| НП               | 20 | Педру Нету           |     | 83' |
| НП               | 7  | Кріштіану Роналду () |     | 90' |
| Заміни:          |    |                      |     |     |
| ПЗ               | 23 | Вітінья              |     | 58' |
| НП               | 26 | Франсішку Консейсан  |     | 58' |
| ЗХ               | 2  | Нелсон Семеду        |     | 58' |
| НП               | 21 | Діогу Жота           |     | 83' |
| ПЗ               | 6  | Жуан Пальїнья        |     | 90' |
| Головний тренер: |    |                      |     |     |
| Роберто Мартінес |    |                      |     |     |

| Гравець матчу: Франсішку Консейсан (Португалія) Помічники судді: Томаж Кланчник (Словенія) Андраж Ковачич (Словенія) Четвертий арбітр: Матей Юг (Словенія) Відеоасистент арбітра: Ален Борошак (Словенія) Помічники відеоасистента арбітра: Раде Обренович (Словенія) |

### Іспанія–Франція
| 5 червня 2025 21:00 |

| Іспанія                                                | 5–4      | Франція                                                      |
| ------------------------------------------------------ | -------- | ------------------------------------------------------------ |
| Вільямс 22' Меріно 25' Ямаль 54' (пен.), 67' Педрі 55' | Протокол | Мбаппе 59' (пен.) Шеркі 79' Вівіан 84' (аг) Коло Муані 90+3' |

| МХП-Арена, Штутгарт Глядачів: 51 724 Арбітр: Майкл Олівер (Англія) |

| Іспанія | Франція |

| ВР                | 23 | Унаї Сімон ()    |       |       |
| ЗХ                | 2  | Педро Порро      |       |       |
| ЗХ                | 3  | Робен Ле Норман  |       | 77'   |
| ЗХ                | 12 | Дін Гейсен       |       |       |
| ЗХ                | 24 | Марк Кукурелья   |       |       |
| ПЗ                | 6  | Мікель Меріно    |       | 90+1' |
| ПЗ                | 18 | Мартін Субіменді |       |       |
| ПЗ                | 20 | Педрі            |       | 64'   |
| НП                | 19 | Ламін Ямаль      | 33'   |       |
| НП                | 21 | Мікель Оярсабаль |       | 77'   |
| НП                | 11 | Ніко Вільямс     |       | 64'   |
| Заміни:           |    |                  |       |       |
| НП                | 10 | Дані Ольмо       |       | 64'   |
| ПЗ                | 8  | Фабіан Руїс      |       | 64'   |
| НП                | 26 | Саму Омородіон   |       | 77'   |
| ЗХ                | 5  | Даніель Вівіан   |       | 77'   |
| ПЗ                | 9  | Гаві             | 90+1' | 90+6' |
| Головний тренер:  |    |                  |       |       |
| Луїс де ла Фуенте |    |                  |       |       |

| ВР               | 16 | Майк Меньян        |       |       |
| ЗХ               | 19 | П'єр Калулу        |       | 63'   |
| ЗХ               | 15 | Ібраїма Конате     |       |       |
| ЗХ               | 5  | Клеман Лангле      |       | 72'   |
| ЗХ               | 22 | Тео Ернандес       | 82'   |       |
| ПЗ               | 13 | Куадіо Коне        | 90+7' |       |
| ПЗ               | 14 | Адріан Рабйо       | 51'   |       |
| НП               | 7  | Усман Дембеле      |       | 76'   |
| ПЗ               | 11 | Майкл Олізе        |       | 63'   |
| НП               | 24 | Дезіре Дуе         |       | 63'   |
| НП               | 10 | Кіліан Мбаппе ()   |       |       |
| Заміни:          |    |                    |       |       |
| ЗХ               | 17 | Мало Гюсто         |       | 63'   |
| НП               | 20 | Бредлі Баркола     |       | 63'   |
| НП               | 25 | Раян Шеркі         |       | 63'   |
| ЗХ               | 21 | Лукас Ернандес     |       | 72'   |
| НП               | 12 | Рандаль Коло Муані | 76'   | 90+4' |
| Головний тренер: |    |                    |       |       |
| Дідьє Дешам      |    |                    |       |       |

| Гравець матчу: Ламін Ямаль (Іспанія) Помічники судді: Стюарт Берт (Англія) Джеймс Мейнварінг (Англія) Четвертий арбітр: Ендрю Медлі (Англія) Відеоасистент арбітра: Джарред Джиллетт (Англія) Помічники відеоасистента арбітра: Майкл Солсбері (Англія) |

## Матч за 3-тє місце
| 8 червня 2025 15:00 |

| Німеччина | 0–2      | Франція              |
| --------- | -------- | -------------------- |
|           | Протокол | Мбаппе 45' Олізе 84' |

| МХП-Арена, Штутгарт Глядачів: 51 313 Арбітр: Іван Кружляк (Словаччина) |

| Німеччина | Франція |

| ВР                | 1  | Марк-Андре тер Стеген    |     |     |
| ЗХ                | 6  | Йозуа Кімміх ()          |     |     |
| ЗХ                | 4  | Йонатан Та               | 61' |     |
| ЗХ                | 3  | Робін Кох                |     |     |
| ЗХ                | 22 | Давід Раум               | 29' | 65' |
| ПЗ                | 5  | Паскаль Грос             |     | 73' |
| ПЗ                | 8  | Леон Горецка             |     | 65' |
| ПЗ                | 11 | Нік Волтемаде            |     | 46' |
| ПЗ                | 17 | Флоріан Вірц             |     |     |
| НП                | 14 | Карім Адеємі             | 35' | 78' |
| НП                | 9  | Ніклас Фюллькруг         |     |     |
| Заміни:           |    |                          |     |     |
| НП                | 13 | Деніз Ундав              |     | 46' |
| ПЗ                | 26 | Том Бішоф                |     | 65' |
| ЗХ                | 18 | Максіміліан Міттельштадт |     | 65' |
| ЗХ                | 15 | Тіло Керер               |     | 73' |
| ПЗ                | 20 | Серж Гнабрі              |     | 78' |
| Головний тренер:  |    |                          |     |     |
| Юліан Нагельсманн |    |                          |     |     |

| ВР               | 16 | Майк Меньян        |     |     |
| ЗХ               | 17 | Мало Гюсто         |     |     |
| ЗХ               | 4  | Лоїк Баде          |     |     |
| ЗХ               | 21 | Лукас Ернандес     | 61' |     |
| ЗХ               | 3  | Люка Дінь          | 12' |     |
| ПЗ               | 8  | Орельєн Чуамені    |     | 68' |
| ПЗ               | 14 | Адріан Рабйо       |     |     |
| ПЗ               | 12 | Рандаль Коло Муані |     | 68' |
| ПЗ               | 25 | Раян Шеркі         |     | 68' |
| НП               | 9  | Маркус Тюрам       |     | 90' |
| НП               | 10 | Кіліан Мбаппе ()   |     |     |
| Заміни:          |    |                    |     |     |
| ПЗ               | 11 | Майкл Олізе        |     | 68' |
| НП               | 24 | Дезіре Дуе         |     | 68' |
| ПЗ               | 13 | Куадіо Коне        |     | 68' |
| ПЗ               | 6  | Маттео Гендузі     |     | 90' |
| Головний тренер: |    |                    |     |     |
| Дідьє Дешам      |    |                    |     |     |

| Гравець матчу: Кіліан Мбаппе (Франція) Помічники судді: Бранислав Ганцко (Словаччина) Ян Позор (Словаччина) Четвертий арбітр: Ерік Ламбрехтс (Бельгія) Відеоасистент арбітра: Мікаель Фаббрі (Італія) Помічники відеоасистента арбітра: Лука Пайретто (Італія) |

## Фінал
| 8 червня 2025 21:00 |

| Португалія                                        | 2–2      | Іспанія                          |
| ------------------------------------------------- | -------- | -------------------------------- |
| - Мендіш 26' - Роналду 61'                        | Протокол | - Субіменді 21' - Оярсабаль 45'  |
|                                                   | Пенальті |                                  |
| - Рамуш - Вітінья - Фернандіш - Мендіш - Р. Невіш | 5–3      | - Меріно - Баена - Іско - Мората |

| Альянц-Арена, Мюнхен Глядачів: 65 852 Арбітр: Сандро Шерер (Швейцарія) |

| Португалія | Іспанія |

| ВР               | 1                | Діогу Кошта          |      |      |
| ЗХ               | 15               | Жуан Невіш           |      | 46'  |
| ЗХ               | 3                | Рубен Діаш           |      |      |
| ЗХ               | 14               | Гонсалу Інасіу       | 19'  | 74'  |
| ЗХ               | 25               | Нуну Мендіш          | 100' |      |
| ПЗ               | 10               | Бернарду Сілва       |      | 74'  |
| ПЗ               | 23               | Вітінья              |      |      |
| НП               | 20               | Педру Нету           | 82'  | 106' |
| ПЗ               | 8                | Бруну Фернандіш      |      |      |
| НП               | 26               | Франсішку Консейсан  |      | 46'  |
| НП               | 7                | Кріштіану Роналду () |      | 88'  |
| Заміни:          |                  |                      |      |      |
| ЗХ               | 2                | Нелсон Семеду        |      | 46'  |
| ПЗ               | 18               | Рубен Невіш          |      | 46'  |
| ЗХ               | 13               | Ренату Вейга         |      | 74'  |
| НП               | 17               | Рафаел Леао          |      | 74'  |
| НП               | 9                | Гонсалу Рамуш        |      | 88'  |
| НП               | 21               | Діогу Жота           |      | 106' |
| Головний тренер: |                  |                      |      |      |
| Роберто Мартінес | Роберто Мартінес | Роберто Мартінес     | 110' |      |

| ВР                | 23 | Унаї Сімон ()    |       |      |
| ЗХ                | 14 | Оскар Мінгеса    |       | 92'  |
| ЗХ                | 3  | Робен Ле Норман  | 90+1' |      |
| ЗХ                | 12 | Дін Гейсен       |       |      |
| ЗХ                | 24 | Марк Кукурелья   |       |      |
| ПЗ                | 20 | Педрі            |       | 75'  |
| ПЗ                | 18 | Мартін Субіменді |       |      |
| ПЗ                | 8  | Фабіан Руїс      | 33'   | 75'  |
| НП                | 19 | Ламін Ямаль      |       | 106' |
| НП                | 21 | Мікель Оярсабаль |       | 111' |
| НП                | 11 | Ніко Вільямс     |       | 92'  |
| Заміни:           |    |                  |       |      |
| ПЗ                | 22 | Іско             |       | 75'  |
| ПЗ                | 6  | Мікель Меріно    |       | 75'  |
| ПЗ                | 16 | Алекс Баена      | 100'  | 92'  |
| ЗХ                | 2  | Педро Порро      | 110'  | 92'  |
| НП                | 15 | Єремі Піно       |       | 106' |
| НП                | 7  | Альваро Мората   |       | 111' |
| Головний тренер:  |    |                  |       |      |
| Луїс де ла Фуенте |    |                  |       |      |

| Гравець матчу: Нуну Мендіш (Португалія) Помічники судді: Жонас Ерні (Швейцарія) Зузанне Кюнг (Швейцарія) Четвертий арбітр: Сердар Гезюбююк (Нідерланди) Відеоасистент арбітра: Федай Сан (Швейцарія) Помічники відеоасистента арбітра: Денніс Гіглер (Нідерланди) Пол ван Букел (Нідерланди) |